# لورا فلیپ
لورا فلیپ (فرانسوی: Laura Flippes‎؛ زادهٔ ۱۳ دسامبر ۱۹۹۴) بازیکن هندبال زن اهل فرانسه است.